# ハンス・ベルガー
ハンス・ベルガー（ドイツ語: Hans Berger, 1873年5月21日 - 1941年6月1日）は、ドイツの神経科学者、精神科医。

## 生涯
テューリンゲン州コーブルク近郊のノイゼスに生まれ、当初は天文学を志していた。1890年代はじめにドイツ軍で働いていた折、乗っていた馬が堤防を転げ落ち、騎砲の車輪に轢き殺されそうになるという出来事があった。この時、彼の姉ははるか離れた土地にいたにもかかわらずベルガーの危険を感じ取り、父に頼んで電報を打たせた。この出来事はベルガーを非常に驚かせ、心理学へと転向するきっかけになった。
ベルガーはイェーナ大学で医学を学び、1897年に博士号を得たのち、1900年に同大学の精神・神経科医院の院長であるオットー・ビンスヴァンガー (1852 - 1929) の助手として職を得た。そこで2人の高名な科学者かつ医師、オスカー・フォクト (1870 - 1959) とコルビニアン・ブロードマン (1868 - 1918) の脳機能局在に関する共同研究に参加した。1906年に教授となり、1919年にビンスヴァンガーの後任となった。のちイェーナ大学の学長を務め (1927 - 1928)、最終的には、1938年に心理学の名誉教授となったが、公的・私的生活が第二次世界大戦とナチズムによって妨げられたことにより、1941年6月1日に縊首自殺した。

## 研究
体験したテレパシー現象の衝撃と脳神経機能への興味から、彼は神経学において多くの面で研究意欲を示したが、中でも脳における循環器、神経生理学、脳温度の研究を行った。
しかし医学と神経学における彼の最大の貢献は、人間の脳における電気活動を系統的に研究し、脳波 (EEG) 研究を発展させたことである。これはイギリスでリチャード・カートン (1842 - 1926) が動物で行った草分け的研究の後を継いたものである。1924年にベルガーは人間では初めてとなる脳波記録を行い、これを Electroencephalogram（脳波）と名付け1929年に発表した。また彼はこの脳波を用い、健常者や患者の脳から得られる、様々なパターンの波形やリズムを初めて記述した。具体的には、ベルガー波としても知られるアルファ波 (8-12 Hz) の存在、および被験者が開眼した時にそれが（より速いベータ波によって）抑制されること、いわゆる「アルファ・ブロケード」を指摘した。彼はまた、てんかんのような脳障害における脳波の変容の性質について初めて記述した。
彼の手法は、前頭と後頭に各一箇所ずつ、患者の頭皮下へ銀製のワイヤを挿入するというものだった。彼は後に、銀箔を施した電極をゴムバンドで頭部へ装着させる手法を用いた。記録装置としては、彼はまずガブリエル・リップマンの毛細管電位計を用いたが、満足な結果を得られなかった。次いで彼は単線検流計を用い、後にシーメンス製の二重コイル記録検流計を用いた。これによって彼は1万分の1ボルトという微小電圧を記録できるようになった。最長3秒にわたる波形出力は助手によって写真撮影された。
1935年の時点で、ベルガーは同僚からドイツの精神科医として高く評価されていたとは言えず、どちらかというと変人扱いされていた。私の印象としては、彼は謙虚かつ威厳があり、ユーモアを解し、世間から認められない時も、後に名声を獲得した時も平静さを失なわなかった。しかし彼には一つ致命的な欠点があった。彼は自らの手法の技術的・身体的な基盤について全く知識を欠いていた。彼は力学や電気学に関しては何も分かっていなかった。—W.G. ウォルター、『生きている脳』懸田克躬・内薗耕二訳、岩波書店、1959年

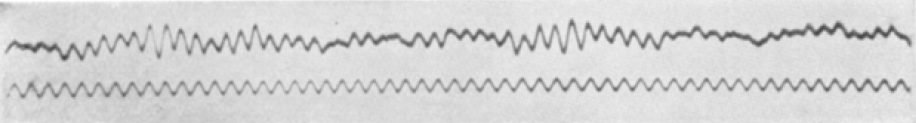
ベルガーによる初期の脳波記録

ベルガーは後に国際的な評価を得るようになった。彼の実験結果はエドガー・エイドリアンらイギリスとアメリカの科学者達によって確認された。ベルガーは 1937 年に国際会議に招かれ研究発表を行い、そこで彼の発見の重要性と革新性が顕彰された。

## 関連文献
- Schulte, B.P.M. (1970). "Berger, Hans". Dictionary of Scientific Biography. Vol. 2. New York: Charles Scribner's Sons. pp. 1–2. ISBN 0684101149。